# Weaverville (Californie)
Pour les articles homonymes, voir Weaverville.
Weaverville est une ville américaine, siège du comté de Trinity, en Californie. Fondée en 1850, la ville est un site historique datant de la ruée vers l'or en Californie.

## Géographie

### Démographie
| 2000  | 2010  | - | - | - | - |
| ----- | ----- | - | - | - | - |
| 3 554 | 3 600 | - | - | - | - |

## Climat
| Mois                                  | jan.     | fév.     | mars     | avril   | mai     | juin    | jui.    | août    | sep.    | oct.     | nov.     | déc.     | année    |
| ------------------------------------- | -------- | -------- | -------- | ------- | ------- | ------- | ------- | ------- | ------- | -------- | -------- | -------- | -------- |
| Température minimale moyenne (°C)     | −0,4     | −0,4     | 0,7      | 2,3     | 5,4     | 8       | 11,2    | 10      | 6,6     | 2,4      | 0,8      | −0,8     | 3,8      |
| Température moyenne (°C)              | 4,6      | 6,3      | 8,4      | 11      | 15,2    | 19,1    | 23,2    | 22,4    | 19      | 13,2     | 7,4      | 3,7      | 12,8     |
| Température maximale moyenne (°C)     | 9,7      | 12,9     | 16,2     | 19,8    | 25,1    | 30,1    | 35,1    | 34,7    | 31,4    | 24       | 14,1     | 8,2      | 21,8     |
| Record de froid (°C) date du record   | −22 1950 | −18 1950 | −11 1955 | −9 1924 | −6 1964 | −2 1966 | 0 1955  | −2 1929 | −5 1950 | −10 1971 | −16 1985 | −23 1972 | −23 1972 |
| Record de chaleur (°C) date du record | 24 1920  | 28 1894  | 32 1925  | 34 1987 | 41 1986 | 45 1932 | 45 2002 | 47 1932 | 44 1988 | 40 1980  | 32 1949  | 29 1910  | 47 1932  |
| Précipitations (mm)                   | 169,7    | 144,5    | 127,3    | 66,5    | 47,2    | 23,6    | 6,9     | 4,3     | 7,9     | 50,8     | 110      | 194,8    | 953,5    |
| dont neige (cm)                       | 5,6      | 3,6      | 0,5      | 1,5     | 0       | 0       | 0       | 0       | 0       | 0        | 2,3      | 8,6      | 22,1     |
| Nombre de jours avec précipitations   | 17,1     | 14,8     | 13,8     | 10,3    | 5,7     | 3,6     | 1,3     | 1,2     | 2,1     | 6        | 14,5     | 18,1     | 108,5    |
| Nombre de jours avec neige            | 1,5      | 0,8      | 0,4      | 0,3     | 0       | 0       | 0       | 0       | 0       | 0        | 0,5      | 1,4      | 4,9      |

| Diagramme climatique                                  |               |              |             |             |           |             |           |            |           |            |              |
| J                                                     | F             | M            | A           | M           | J         | J           | A         | S          | O         | N          | D            |
| 9,7−0,4169,7                                          | 12,9−0,4144,5 | 16,20,7127,3 | 19,82,366,5 | 25,15,447,2 | 30,1823,6 | 35,111,26,9 | 34,7104,3 | 31,46,67,9 | 242,450,8 | 14,10,8110 | 8,2−0,8194,8 |
| Moyennes : • Temp. maxi et mini °C • Précipitation mm |               |              |             |             |           |             |           |            |           |            |              |